# Mark Kelly
Mark Kelly, född 9 april 1961 i Dublin, är en irländsk musiker, sedan 1981 keyboardist i den brittiska progressiva rockbandet Marillion. Han växte upp i Irland ända fram till hans föräldrar flyttade till Enland 1969.